# Fischerdorf (Deggendorf)
Fischerdorf ist ein Gemeindeteil der Großen Kreisstadt Deggendorf im niederbayerischen Landkreis Deggendorf. Bis 1972 bildete es eine selbstständige Gemeinde.

## Lage
Fischerdorf, ursprünglich tatsächlich ein Fischerdorf, liegt gegenüber dem eigentlichen Deggendorf am rechten Ufer der Donau. Im Nordwesten wird der Fluss von der Donaubrücke Fischerdorf überspannt.

## Geschichte
Fischerdorf war eine Ansiedlung Deggendorfer Fischer auf der gegenüberliegenden Seite der Donau. Erstmals erwähnt wird der Ort 1271. Die entsprechende Urkunde spricht von den Fischern von Deggendorf im Zusammenhang mit einem Streit mit den Fischern von Kloster Niederaltaich. Nachfolgend wurden die Fischgründe der Fischerdorfer festgelegt und zwar der Donau entlang von Irlbach bis Niederalteich. 1429 wurden Fischerdorf und Deggendorf verwaltungsmäßig getrennt; Fischerdorf kam zum Landgericht Natternberg. Dort nahm es dann eine Sonderstellung als Hofmark ein. Obwohl es diesen Status bis in das 18. Jahrhundert behielt, wurde Fischerdorf ähnlich wie Natternberg mehr oder weniger als landgerichtisch betrachtet. Bevorzugt wurde das Dorf auch als Handelspartner der Stadt Deggendorf, da ihm der Brückenzoll für die in der Stadt erstandenen Waren erlassen wurde. Dafür waren die Fischerdorfer verpflichtet, die Hälfte der Brückenwartung zu übernehmen. 1752 bestand Fischerdorf aus 42 Anwesen.

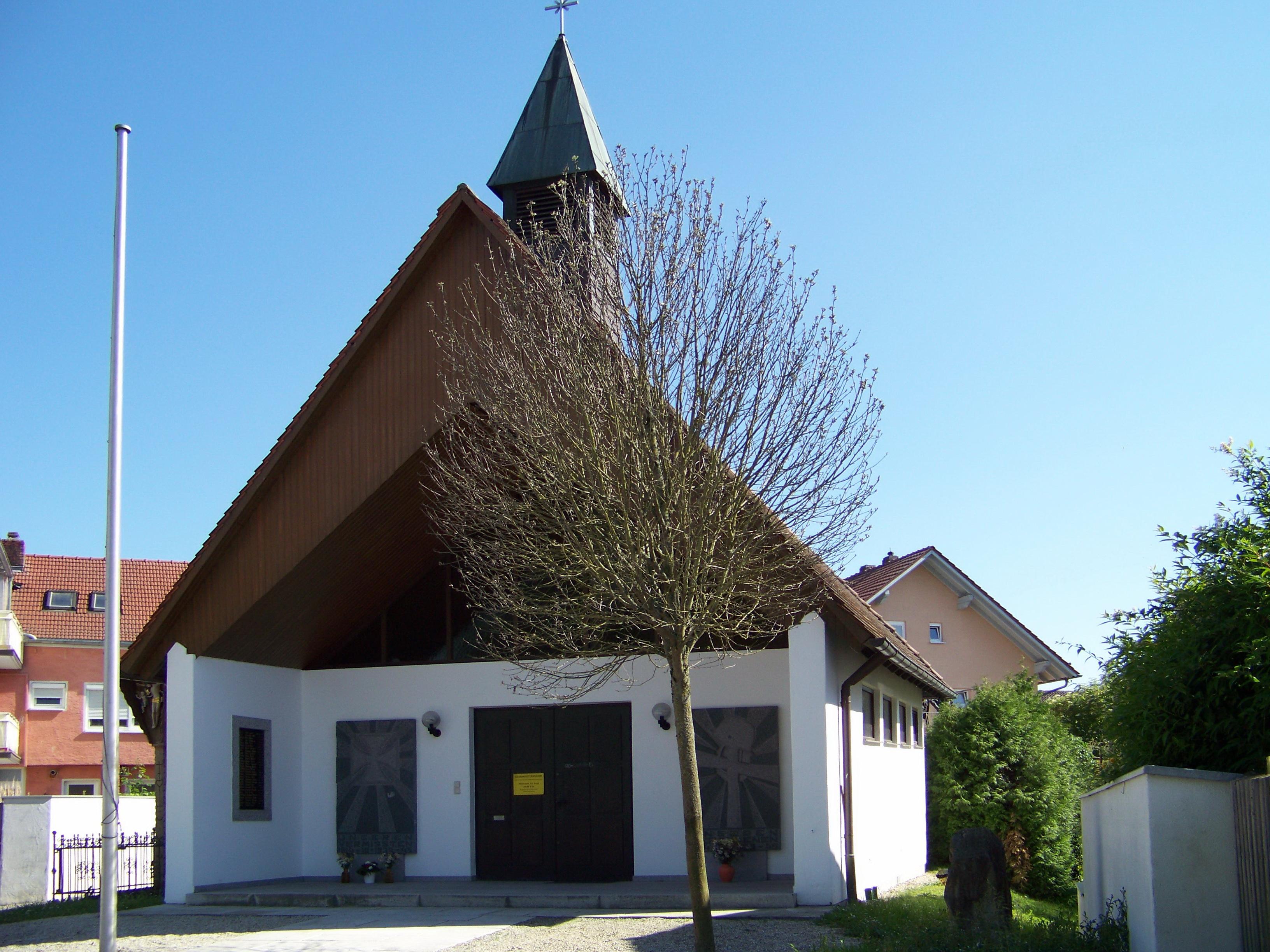
Die Bruder-Konrad-Kapelle in Fischerdorf

Bei der Bildung der Steuerdistrikte im Jahre 1809 umfasste der Steuerdistrikt Fischerdorf die zwei Sektionen Fischerdorf und Natternberg. Zur Sektion Fischerdorf gehörte die ehemalige Hofmark sowie Rohr und Holzschwaig. 1818 ging daraus die Gemeinde Fischerdorf hervor. Seit März 1858 gab es Bestrebungen, eine Eisenbahnlinie von Plattling nach Fischerdorf einzurichten. Das Projekt wurde verworfen, 1863 wieder aufgegriffen und schließlich 1866 vollendet. Am 8. März 1866 wurde die Bahnlinie Plattling-Fischerdorf eingeweiht.  Mit dem Bau einer Eisenbahnbrücke über die Donau und der Eröffnung der Bahnstrecke Plattling–Bayerisch Eisenstein und des Bahnhofs Deggendorf 1877 konnte der Bahnhof Fischerdorf aufgelassen werden.
1885 erhielt Fischerdorf eine kleine Marienkapelle. Sie stürzte aufgrund von Kanalbauarbeiten 1978 teilweise ein und wurde dann ersatzlos abgetragen. Am 1. Juli 1972 wurde die Gemeinde Fischerdorf im Zuge der Gebietsreform in Bayern in die Stadt Deggendorf eingemeindet. Im Juni 2013 war Fischerdorf besonders schwer vom Hochwasser 2013 betroffen. Über achtzig Häuser mussten danach abgebrochen werden. Seit 2014 verbindet außer der älteren Maximiliansbrücke auch der im Zuge der Landesgartenschau errichtete Donausteg Fischerdorf mit Deggendorf.

## Sehenswürdigkeiten
- Bruder-Konrad-Kapelle. Sie wurde zu Beginn der 1970er-Jahre durch einen Kapellenbauverein errichtet. Von der Hochwasserkatastrophe im Juni 2013 schwer heimgesucht, wurde sie noch im gleichen Jahr saniert und teilweise neu ausgestattet.
- Fischerbrunnen. Die Skulptur für den Stadtbrunnen in der Donaustraße wurde 2011 von Veronika Schagemann zu Ehren von Max Stelzl, dem letzten Berufsfischer der Gemeinde Fischerdorf, geschaffen.

## Vereine
- Dorffreunde Fischerdorf
- EV Fischerdorf
- Freiwillige Feuerwehr Fischerdorf
- Krieger- und Soldatenverein Fischerdorf
- Schützenverein Altbayern Fischerdorf
- Tischgesellschaft Seerose